# روبين أغيار
روبين أغيار (بالإسبانية: Rubén Aguiar)‏ هو عداء مراثوني أرجنتيني، ولد في 21 يوليو 1956 في الأرجنتين.

## وصلات خارجية
- روبين أغيار على موقع أوليمبيديا (الإنجليزية)